# Буремний перевал
«Буремний перевал» (англ. Wuthering Heights) — єдиний роман англійської письменниці Емілі Джейн Бронте. Його було видано під чоловічим псевдонімом Елліс Белл у 1847 році. Оцінки літературної цінності з плином часу змінювались з негативних на позитивні, особливо у 20-ті роки минулого століття. Сьогодні роман належить до канону класичної англійської літератури.

## Сюжет
Події відбуваються наприкінці вісімнадцятого та початку дев'ятнадцятого століття в маєтках «Буремний перевал» і «Гніздо дрозда». «Буремний перевал» — це майно родини Ерншоу, а Трашкрос-Грейндж (англ. Thrushcross Grange) — багатої сім'ї Лінтонів. Старий містер Ерншоу, батько двох дітей — Кетрін і Гіндлі, повертаючись із мандрівки додому, в Ліверпулі знайшов на вулиці маленького циганського хлопчика. Він вирішив забрати його до себе і дати йому ім'я Гіткліф. Дочка містера Ерншоу, Кетрін, дуже тепло прийняла свого названого брата, але Гіндлі почувався знехтуваним.
Роман починається через багато років по тому, з моменту, коли містер Локвуд, який орендує в Гіткліфа маєток Трашкрос-Грейнджу («Гніздо дрозда»), їде з візитом до маєтку «Буремний перевал». Після першої зустрічі з неговіркими жителями маєтку він повертається до Трашкрос-Грейнджу. Внаслідок подорожі під час сильного снігопаду він хворіє і більше не покидає Трашкрос-Грейнджу. Тамтешня економка Еллен Дін розповідає йому історію сімей Ерншоу, Лінтонів і таємничого Гіткліфа.
Після смерті батька Гіндлі знущається з Гіткліфа. Згодом Кетрін і Гіткліф закохуються. Та одного разу вона зустрічає Едгара Лінтона. Він сподобався їй своєю чарівністю і бездоганними манерами, проте по-справжньому вона кохала тільки Гіткліфа. Коли Гіткліф дізнається, що Едгар освідчився його коханій, він утікає з «Буремного перевалу». Через три роки він повертається, але вже багатою людиною, практично власником «Буремного перевалу», з твердими намірами помститися родині Лінтонів.
Йому вдається закохати у себе Ізабеллу — сестру Едгара Лінтона. Вони тікають разом і згодом одружуються. Та з часом Гіткліф своєю жорстокістю перетворює життя Ізабелли на пекло. Ізабелла з радістю повернулася б до брата, але той не бажає примирення, тому вона вагітна втікає до Лондона, де у неї народжується син від Гіткліфа. Кетрін заморює себе голодом, Гіткліф таємно відвідує її. Гіндлі програє свій маєток Гіткліфу в карти. Згодом Кетрін помирає після народження своєї доньки, яку теж назвали Кетрін. Гіткліф дуже страждає та стає дедалі жорстокішим. Володіння «Буремним перевалом» не приносить йому втіхи.
Гіткліф стає опікуном сина Гіндлі — Гортона. Через свою сліпу помсту та жорстокість Гіткліф знущається з Гортона, як колись Гіндлі з нього. Однак Гортон в особі Гіткліфа бачив єдину близьку людину, тому все ж прив'язався до свого опікуна. Ізабелла через 12 років помирає в Лондоні й залишає свого сина Лінтона сиротою. Через певний час молодша Кетрін випадково прийшла до «Буремного перевалу» і зустріла двох своїх двоюрідних братів — спочатку Гортона, а через кілька років Лінтона, якого батько забрав до себе. Дитяче почуття розвивалося між Кетрін і Лінтоном. Кетрін не знала, що Лінтон спочатку вдавав любов, тому що його змусив батько, який намагався за будь-яку ціну завершити помсту, яку обіцяв своїм найлютішим ворогам — Гіндлі та Едгарові.
Коли Кетрін виповнюється 17 років, Гіткліф силою змушує її до шлюбу зі своїм сином. Едгар помирає через хворобу, і Гіткліф стає опікуном молодшої Кетрін та власником «Гнізда дроздів» (Трашкрос-Грейнджу). Однак Лінтон все життя тяжко хворів, тому незабаром помер, залишивши Кетрін удовою.
Молода вдова залишається сама з Гіткліфом і своїм двоюрідним братом Гортоном. Кетрін і Гортон згодом закохуються одне в одного. Після загадкової смерті Гіткліфа, який під кінець свого життя втратив «інтерес до помсти», як він сам сказав, вони вирішили одружитися. Гіткліфа мучить привид старшої Кетрін, могилу якої він розкопав. Еллен знаходить мертвим свого господаря в кімнаті його коханої Кетрін. Гіткліфа хоронять поруч з могилою старшої Кетрін.
Місцеві жителі часто розповідають різні історії про те, що вони бачать разом душі Гіткліфа і старшої Кетрін. Але, як каже Еллен: «їй не віриться, що на їхніх уже привітних землях можуть ходити чиїсь неупокоєні душі». Це ніби своєрідний щасливий фінал для закоханих — вони хоч після своєї смерті зможуть бути разом.

## Цікаві факти

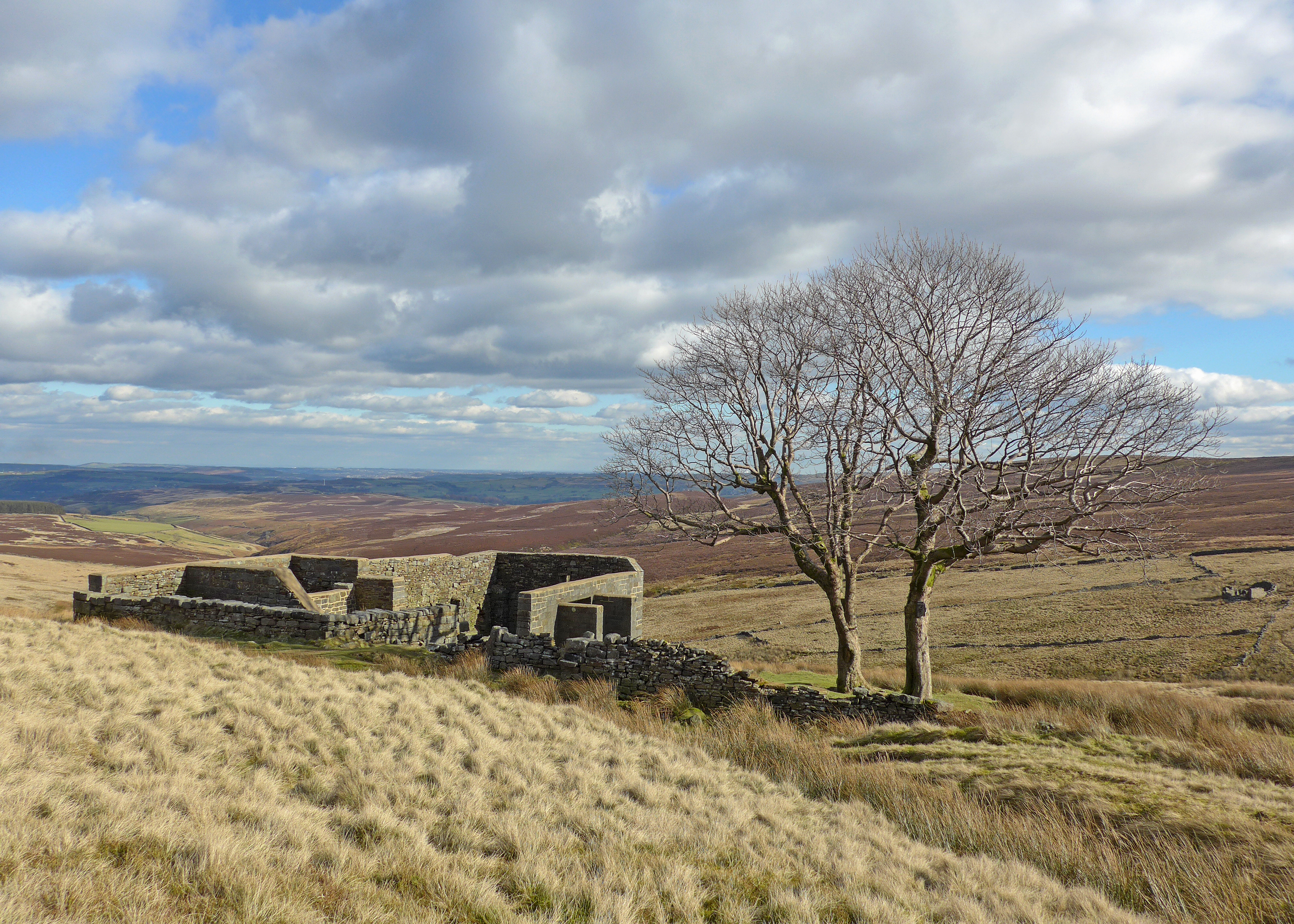
Руїни маєтку Топ Візенс, можливого прототипа Буремного Перевалу

Вважається, що прототипом «Гнізда дроздів» («Thrushcross Grange»), — маєтку Лінтонів в романі, — стало місце під назвою Понден-Хол (Ponden Hall), розташоване недалеко від Стенбері (Stanbury). Ось як описано це місце Емілі Бронте в «Буремному перевалі»: «1801. Я тільки що повернувся від свого господаря — єдиного сусіда, який буде мені тут докучати. Місце справді чудове! У всій Англії чи я знайшов би куточок, так ідеально віддалений від світської суєти.
Досконалий рай для мізантропа!»
Особливий інтерес становить напис над дверима Понден-Холу: «The Old house now Standing was built by Robert Heaton for his son Michael, Anno Domini 1634. The old Porch and Peahouse was built by his Grandson Robert Heaton A.D 1680. The present building was rebuilt by his descendant R.H.1801.» («Старий будинок був побудований Робертом Хітоном для свого сина Михайла у 1634 році нашої ери. Старі ґанок і піхаус були побудовані його онуком Робертом Хітоном в 1680 році нашої ери. Цю будівлю перебудував його нащадок Р. Х. в 1801 році».). Наявність схожого напису над дверима зафіксовано також і в романі Емілі Бронте, де це описано так: «Before passing the threshold, I paused to admire a quantity of grotesque carving lavished over the front, and especially about the principal door; above which, among a of wilderness crumbling griffins and shameless little boys, I detected the date '1500,' and the name 'Hareton Earnshaw.' I would have made a few comments, and requested a short history of the place from the surly owner; but his attitude at the door appeared to demand my speedy entrance, or complete departure, and I had no desire to aggravate his impatience to previous inspecting the penetralium». («Перш ніж переступити поріг, я зупинився помилуватися гротескними барельєфами, які митець розкидав, не економлячи, по фасаду, насаджав їх особливо щедро над головними дверима, де в хаотичному сплетінні облізлих грифонів і безсоромних хлопчаків я розібрав дату „1500“ та ім'я „Гертон Ерншо“»).
Також передбачається, що місце під назвою Понден-Кірк (Ponden Kirk), що знаходиться недалеко від Стенбері (Stanbury), у романі Емілі Бронте «Буремний перевал» позначено як Пеністон-Крег (Peniston Crag). Однією з можливих моделей самого «Буремного перевалу» («Wuthering Heights»), як гадають, стало місце під назвою Топ Візенс (Top Withens) — зруйнований сільський будиночок, розташований неподалік від пасторату Бронте.
Деякий час існувала версія про те, що роман «Буремний перевал» був написаний Патріком Бренвеллом. Однак текстуальний аналіз фрагментів прози Патріка Бренвелла в зіставленні з текстом роману Емілі не підтвердив цю точку зору.
Версія ґрунтувалася на свідченні Френсіса Гранді: «Патрік Бронте заявив мені — і сказане його сестрою підтверджує цю заяву, — що більшу частину „Буремного перевалу“ написав він… Дивовижні фантазії хворобливого таланту, подібні тим, якими він пригощав мене під час наших довгих прогулянок поблизу Ладденден-Фут, знову з'являються на сторінках цього роману, і я схильний думати, що самий план книги створений не його сестрою, а ним». Якось двоє приятелів Бренвелла — Дирден і Лейленд — домовилися зустрітися з ним у готелі по дорозі до Кілі, щоб почитати один одному свої поетичні твори: і ось що писав Дирден приблизно двадцять років тому в галіфакській газеті «Гардіан»: «Я прочитав перший акт „Королеви-демона“; але коли Бренвелл понишпорив у своєму капелюсі — звичному сховищі його швидкоплинних писань на клаптиках паперу, — куди, як йому здавалося, він поклав рукопис своїх віршів, він виявив, що помилково помістив туди кілька випадкових сторінок роману, на якому він „пробував руку“. Засмучений розчаруванням друзів, він хотів було покласти папери в капелюх, але обидва друга почали наполягати, щоб він прочитав те, що там написано, бо їм було цікаво, як він володіє пером прозаїка. Після деяких вагань він виконав прохання і зайняв нашу увагу на годину або близько того, опускаючи по прочитанні кожну сторінку в той самий капелюх. Оповідання обірвалося раптово, на середині фрази, і він розповів нам продовження viva voce, назвавши по ходу справи справжні імена прототипів своїх героїв; проте, оскільки деякі з названих ним осіб ще живі, я утримаюся від розголошення цих імен. Він сказав, що ще не вирішив, як назвати свій твір і висловив побоювання, що ніколи не зможе знайти видавця, який набереться сміливості випустити книгу у світ. Місце дії прочитаного Бренвеллом уривка і згадані там персонажі — наскільки вони отримали розвиток — були ті ж, що і в „Буремному перевалі“, який, як переконано заявляє Шарлотта, створений її сестрою Емілі».

## Різне
Кейт Буш, натхнена долею жителів «Буремного перевалу», 1978 року випустила пісню «Wuthering Heights», в якій Кетрін просить Гіткліфа, аби він її прийняв до себе. Саму співачку, яка народилася в один день з Емілі Бронте (30 липня), у дитинстві звали Кеті (англ. Cathy) — так само, як обох головних героїнь роману.

## Екранізації
Всього існує близько сорока екранізацій роману, найвідоміші з них:
- «Буремний перевал» — фільм, Англія, 1920, реж. А. В. Брамбл
- «Буремний перевал» — фільм, США, 1939, реж. Вільям Вайлер, «Оскар» за операторську роботу
- «Буремний перевал» — фільм, США, 1953, реж. Ентоні Манн
- «Буремний перевал» — фільм, Мексика, 1954, реж. Луїс Бунюель
- «Буремний перевал» — фільм, Англія, 1970, реж. Роберт Фуест
- «Буремний перевал» — мінісеріал, Англія, 1978, реж. Пітер Гаммонд
- «Буремний перевал» — фільм, Англія, 1992, реж. Пітер Космінський
- «Буремний перевал» — телефільм, Англія, 1998, реж. Девід Скіннер
- «Буремний перевал» — фільм, США, 2003, реж. Сурі Кришнамма
- «Обіцянка» — фільм, Філіппіни, 2007, реж. Майк Тувьєра
- «Буремний перевал» — телесеріал, Англія, 2009, реж. Кокі Гідройк
- «Буремний перевал» — фільм, Англія, 2011, реж. Андреа Арнольд
- «Буремний перевал» — фільм, США, 2026, реж. Еміралд Фіннелл

## Переклади українською
- Бронте Е. Буреверхи [Текст]: повість / Е. Бронте ; пер. з англ. М. Рудницький. — Львів: Видавнича спілка «Діло», 1933. — 277 с.
- Бронте Е. Грозовий Перевал [Текст]: роман / Е. Бронте ; пер. з англ. Д. О. Радієнко ; передм. і прим. О. Т. Бандровська ; Ін-т л-ри ім. Т. Г. Шевченка НАН України. — Х. : Фоліо, 2006. — 319 с. — (Бібліотека світової літератури). — ISBN 966-03-2894-X
- Бронте Е. Буремний Перевал [Текст]: роман / Е. Бронте ; пер. О. Андріяш. — К. : KM Publishing, 2009. — 352 с. — (Фієста). — ISBN 978-966-424-223-0
- Буремний перевал / Емілі Бронте ; пер. з англ. Елли Євтушенко. — К. : Знання, 2018. — 414 с. — (серія «English Library») — ISBN 978-617-07-0573-0
- Буремний перевал / Емілі Бронте ; пер. з англ. Ірини Гнатковської. — Київ : КНИГОЛАВ, 2024. 336 с. — (Серія «Золота полиця»). — ISBN 978-617-8286-66-8.